# Jean-Baptiste Duchalmeau
Jean-Baptiste Duchalmeau, né à Caunes-Minervois (Aude le 24 juin 1769 et mort à Perpignan le 10 décembre 1804, est un négociant, maire de Perpignan avant, pendant et après le Consulat (du 21 octobre 1795 au 10 décembre 1804).
Une rue porte son nom dans le quartier de la Réal, l’hôtel Pams a l'inventaire des habits de madame Duchalmeau en 1804.